# Pohle
Pohle is een gemeente in de Duitse deelstaat Nedersaksen. De gemeente maakt deel uit van de Samtgemeinde Rodenberg in het Landkreis Schaumburg.
Pohle telt 902 inwoners.
Pohle is een zeer oud (oudste schriftelijke vermelding anno 850 als Padlo), maar weinig belangrijk boeren- en woonforensendorp.  Het ligt slechts één kilometer ten zuidwesten van het bedrijventerrein van het naburige Lauenau en de Bundesstraße 442. Afrit 37 van de Autobahn A2 ligt maar 1 kilometer verder naar het noorden.

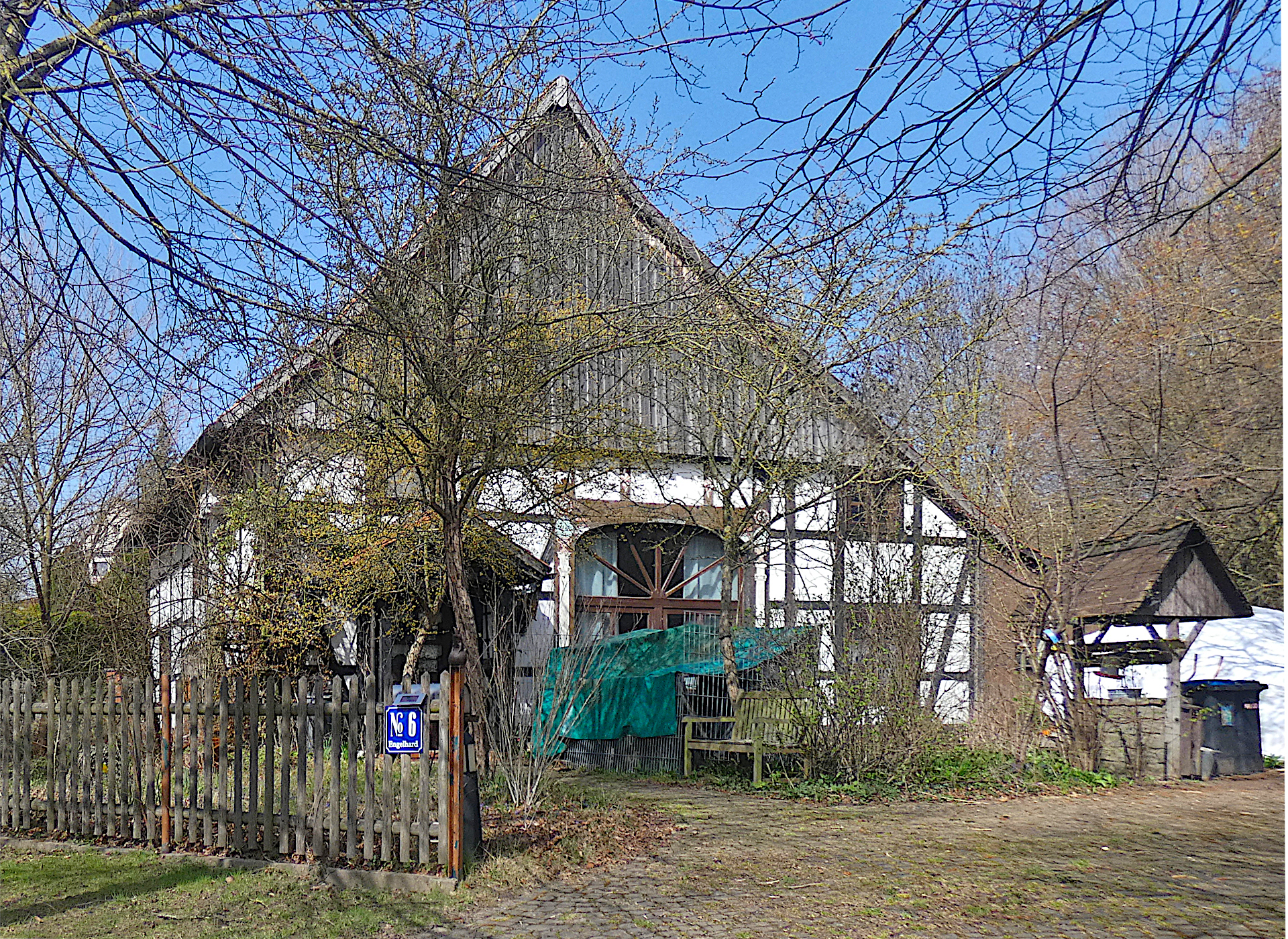
Vakwerkhuis te Pohle aan de Lindenstraße

Afgezien van een enkel schilderachtig vakwerkhuis heeft Pohle geen bezienswaardigheden van betekenis.
- Virtual International Authority File: 232754435
- WorldCat: E39PBJkHrqcrJc6Bj6W8xKFYfq